# Кирил Московски
Кирил (светски имена: Владимир Михайлович Гундяев) е висш православен руски духовник, патриарх на Москва и цяла Русия.

## Биография
Роден е на 20 ноември 1946 г. в Ленинград в семейство на свещеник. От най-ранна детска възраст проявява влечение към богослужението и монашеството. След завършване на средното си образование постъпва в Ленинградската духовна семинария, а след това – в Ленинградската духовна академия, която завършва с отличие през 1970 г.
На 3 април 1969 г. Ленинградският и Новгородски митрополит Никодим го подстригва в монашество с името Кирил. От 1970 до 1971 г. е преподавател по догматическо богословие, помощник-инспектор в Ленинградската духовна академия и семинария, а едновременно и личен секретар на Ленинградския митрополит Никодим. От 1971 до 1974 г. е представител на Московската патриаршия към Световния съвет на църквите в Женева. От 1974 до 1984 г. е ректор на Ленинградската духовна академия и семинария.
През 1976 г. става епископ на Виборг, а през 1977 г. е възведен в сан архиепископ Смоленски и Вяземски. От 1986 г. управлява общините в Калининградска област, а през 1988 г. става Смоленски и Калининградски архиепископ. От 1989 г. е председател на Отдела за външно-църковни отношения към Московската патриаршия. През 1991 г. е повишен в ранг митрополит. Постоянен е член на Светия Синод. На 6 декември 2008 г., един ден след кончината на патриарх Алексий II, е избран за местоблюстител на Московския патриаршески престол.

## Международна дейност
На 12 септември 1971 г. е назначен за представител на Московската патриаршия в Световния съвет на църквите. През декември 1975 г. е избран за член на Централния и Изпълнителния комитети на ССЦ. През 1976 г. става постоянен представител на РПЦ в пленарната комисия на ССЦ. На 18 ноември 1976 г. патриарх Пимен го назначава за заместник на Патриаршеския екзарх на Западна Европа (на този пост той остава до октомври 1978 г., когато му възлагат пастирското ръководство на епархиите във Финландия).
През 1989 г. става ръководител на Отдела за външни църковни връзки – църковен „министър на външните работи“ и скоро успява да изведе отношенията с Католическата църква от безизходицата, в която те изпадат през 1990-те години в резултат на активната дейност на Ватикана в Украйна и Русия.
Поместният събор на Руската православна църква 27 януари 2009 г. избира за патриарх на Москва и цяла Русия Смоленския и Калининградски митрополит Кирил с 508 гласа от 702 възможни, като 673 са били валидните бюлетини. Митрополит Кирил заявява, че приема решението на събора и благодари. Интронизиран е за патриарх на 1 февруари 2009 г.
Доктор хонорис кауза на Университета по библиотекознание и информационни технологии (2012).

## Противоречия и спорни въпроси

### „Цигареният скандал“
В ролята си на председател на „Отдел внешних церковных связей Московского патриархата“ тогавашният Смолянски и Калининградски митрополит Кирил е обвиняван от медии като „Коммерса́нтъ“ и „Московский комсомолец“ в злоупотреби във връзка с безмитовия внос на цигари и алкохол, на които Руската църква има право след решение на правителството на Руската федерация от средата на 90-те години. Департаментът за външни църковни отношения на Московската патриаршия е смятан от медии за най-големия вносител на цигари в Русия. По официални данни от Федералната митническа служба на Руската федерация към 15 октомври 1996 г. под ръководството на митрополит Кирил са внесени 18 млрд. безмитни цигари на стойност 830 млрд. рубли (14 млрд. долара) и 21 млн. литра църковно вино на стойност 242 млрд. рубли (4 млрд. долара). Безмитният режим е прекратен през 1997 г. В свое интервю през 2002 г. патриарх Кирил назовава обвиненията за присвояване на средства „политическа кампания против него“. В медиите често е наричан „табачным митрополитом“.

### Обвинения за връзка с КГБ
Според доклад на Комисията на Президиума на Върховния съвет на Русия (публикуван 1992 г.) е имало „противоконституционно използване от страна на Централния комитет на КПСС и органи на КГБ на редица църковни органи за собствените си цели и по-конкретно чрез вербуване и изпращане на агенти на КГБ в църквата“.
Въз основа на съпоставка и съвпадения на пътуванията извън Русия на агент „Михайлов“, медии и религиозни деятели предполагат, че става дума именно за патриарх Кирил.

### Скандалът Breguet
През 2012 г. патриарх Кирил е обвинен от медии в носенето на часовник Breguet, чиято стойност е над 30 000 долара. В интервю с журналиста Владимир Соловов Кирил потвърждава, че притежава такъв часовник, един от многото подаръци, които е получавал, но никога не го е носил. Във връзка с направена снимка от литургия Кирил заявява, че е манипулация и снимката е всъщност колаж. Твърденията му предизвикват интернет блогър, който намира и публикува десетки снимки на патриарх Кирил, на които носи луксозни часовници. Появява се и снимка на официалния уеб сайт на Руската патриаршия, на която патриархът също носи скъп часовник. В опит за прикриване на скандала снимката е премахната и заменена с нова, на която часовникът е изтрит чрез Photoshop, но отражението от часовника на масата е пропуснато. Църквата заявява, че грешката е на 24-годишна служителка, която ще бъде „жестоко наказана“.
Патриарх Кирил е известен с луксозния си начин на живот, като негови лични собствености според руските медии са дворец в Геленджик, вила в Швейцария, яхта и луксозен апартамент в близост до Кремъл.

### Човешките права като ерес
По време на проповед на 20 март 2016 г. Патриарх Кирил заявява, че „човешките права са новата ерес“, както и че трябва да се борим против опитите да се утвърди правото на човека да прави какъвто пожелае избор.

### Ерес на „Православния“Сталинизъм
При патриаршеството му в РПЦ полуофициално се утвърджава ереста на „православния“ сталинизъм, заради факта, че след тежкото оперативно поражение на Червената армия от Вермахта в хода на Операция „Барбароса“, при което той окупира над една четвърт от европейската територия на СССР и стига до подстъпите на Москва и Ленинград, с цел сплотяване на обществото за спечелване на дългата война – защото германците възстановяват закритите преди това от съветския режим храмове, с цел спечелване на поддръжката на местното население (заради това до Перестройката и свързаното с нея религиозно възраждане голямо мнозинство от православните храмове на РПЦ в Съветския съюз са се намирали на територии, попаднали под немска окупация), и получаване на жизненоважните доставки на оръжие, боеприпаси, военна техника, горива, експлозиви, суровини, храна, превозни средства и оборудване от страна на Западните съюзници, пред чиито общества е трябвало да се симулира наличие на „Религиозна свобода“ в Съветския съюз Сталин възстановява РПЦ, временно намалявайки мащаба на кървавите преследвания, на които е била подложена преди това, и при които тя на практика почти напълно е унищожена на териториите на СССР, източно от новите граници по пакта „Рибернтроп-Молотов“, сформирайки синод от оцелели архиреи, един от които е избран за патриарх, нарушило апостолското правило висшия клир да не получава сана си с помощта на светските власти, още повече, ако са Противохристиянски настроени. Но след краят на войната репресиите срещу църквата стават по-интензивни, спира откриването на нови храмове (малко на брой), тези, в които са станали държавна собственост, отново са иззети, а в новите православни съветски сателити и имащата значително православно малцинство Албания православните Поместни църкви и особено - структурите на противокомунистическата и противосъветската РПЦЗ също са подложени на гонения. Но въпреки това изповядващите тази ерес възхваляват Сталин като „възродител на Православието“, някой от тях дори го наричат „втори Константин Велики“, описват го като таен „монах“, измислят облитане на Москва със самолети с икона с Тихвинската Богородица и изпълнение на други православни обреди по време на Съветско-германската война, третират го като „Бич Божи“ за руския народ и дори представят Белогвардейците като „Противохристиянски“ настроени.

### Отричане наАрменския геноциди другите жестокости надхристиянитевОсманската империя
В свое интервю за руската държавна телевизия твърди, че никой в Османската империя не бил унищожавал християнските наречени от него "малцинства" и нямало случаи на лошо отношение с тях, отричайки така не само поголовния данък джизие, плащан от немюсюлманите, за да могат да запазят вярата си, новомъчениците на Балканските и Близкоизточните християни от създаването на Османската империя до 1923 г. като светците и светиците Злата Мъгленска, Ангел Лерински, Йоан Българин, Георги Софийски Нови и Най-нови, Лазар Български, Онуфрий Габровски, Анастасий Струмишки, Акакий Серски, Игнатий Старозагорски, Димитър Сливенски, Новоселските - отричайки така част от Свещенното Предание на Православната църква, което е основа на Православието заедно с Библията, кръвния данък, с набраните при който момчета се е попълвал Еничарския корпус, а отказващите да предадат децата си за Еничари родители са бесени на праговете на вратите си, кланета като Баташкото, Бояджишкото, Карловското през 1877, Старозагорското и други, саможертвата на герои като Кочо Честименски и Спас Гинов, убили семействата си, след което и себе си, Ана Козинарова, хвърлила се с четирите си сина в кладенеца, за да не попаднат живи в турски ръце, но и геноцидите над Българите в Южна Тракия, Арменците, малоазийските гърци и асирийците - първите геноциди над 20 век. Това го прави единствения "християнски духовник", отрекъл геноцидите над едни от първите народи, приели Християнството и това негово изказване е цитирано от Турския сайт "Haber 7" в отговор на признаването от Американския президент Джо Байдън на Арменския геноцид през 2021 г., и някои от турските читатели даже му пожелават да приеме исляма. От РПЦ не са отрекли или обяснили контекста на изказването.

### Ерес за видимостта наБожественатасъщност
В словото си на нощното бдение в навечерието на празника на Светата Троица в Троицо Сергиевската лавра на 22 юни 2024 година казва, че чрез иконописта хората получавали разбиране за същността на Божественото битие, и дава за пример значимия руски средновековен иконописец Андрей Рубльов, който чрез три ангела и трима пътници бил изобразил най-добре триединството на Отца, Сина и Светия Дух. Една от причините, поради които поместния събор в Константинопол през 1351-ва анатемосва Варлаамитството като ерес е именно догмата му за видимостта на божествената същност.

## Фотогалерия
- Кирил I, Владимир Путин и княгиня Ксения Шереметиева-Юсупова (2001)
- Кирил I получава от Владимир Путин Орден „За заслуги към Родината“, II клас, 21 декември 2006
- Кирил I, патриарх Алексий II и Светлана Медведева на откриването на VII Църковно-обществена изложба-форум „Православна Рус“, 8 ноември 2008